# Wendel Property
La Wendel Property est une maison et son hangar à bateaux dans le comté de Clallam, dans l'État de Washington, dans le nord-ouest des États-Unis. Construite vers 1935 au bord du lac Crescent, elle est protégée au sein du parc national Olympique. Elle est par ailleurs inscrite au Registre national des lieux historiques depuis le 13 juillet 2007.